# Santa Fe de Fontsagrada
Santa Fe de Fontsagrada fou una església romànica en el poble de Fontsagrada al terme municipal de Gavet de la Conca, dins de l'antic terme de Sant Serni. Indirectament surt esmentada el 1175 (villa Sancte Fidis, per a denominar Fontsagrada), però no es té cap document directe sobre l'església fins al 1758, quan surt esmentada com a sufragània de Santa Maria de Vilamitjana, i hi és descrita com a capella sense fonts baptismals. Tot i que l'església actual segueix una orientació de ponent a llevant, com les romàniques, res del que és visible en l'actualitat ens remet a un temple gaire antic.